# Rochebaudin
Rochebaudin est une commune française située dans le département de la Drôme, en région Auvergne-Rhône-Alpes.

## Géographie

### Localisation
Rochebaudin est située à 12 km au nord de Dieulefit (bureau centralisateur du canton) et à 25 km à l'est de Montélimar.

### Hydrographie
La commune est arrosée par la Rimandoule (gorges : large feuille de pierre coupée en deux par le torrent encaissé).

### Climat
Pour des articles plus généraux, voir Climat d'Auvergne-Rhône-Alpes et Climat de la Drôme.
En 2010, le climat de la commune est de type climat méditerranéen altéré, selon une étude du Centre national de la recherche scientifique s'appuyant sur une série de données couvrant la période 1971-2000. En 2020, Météo-France publie une typologie des climats de la France métropolitaine dans laquelle la commune est exposée à un climat de montagne ou de marges de montagne et est dans la région climatique  Alpes du sud, caractérisée par une pluviométrie annuelle de 850 à 1 000 mm, minimale en été. 
Pour la période 1971-2000, la température annuelle moyenne est de 12,3 °C, avec une amplitude thermique annuelle de 16,7 °C. Le cumul annuel moyen de précipitations est de 948 mm, avec 7,4 jours de précipitations en janvier et 4,5 jours en juillet. Pour la période 1991-2020, la température moyenne annuelle observée sur la station météorologique de Météo-France la plus proche, « Puy-Saint-Martin », sur la commune de Puy-Saint-Martin à 7 km à vol d'oiseau, est de 13,9 °C et le cumul annuel moyen de précipitations est de 923,0 mm,. Pour l'avenir, les paramètres climatiques de la commune estimés pour 2050 selon différents scénarios d'émission de gaz à effet de serre sont consultables sur un site dédié publié par Météo-France en novembre 2022.

### Voies de communication et transports
Le territoire communal est traversé par la route départementale 328 (RD 328) qui suit le cours de la Rimadoule.

## Urbanisme

### Typologie
Au 1er janvier 2024, Rochebaudin est catégorisée commune rurale à habitat très dispersé, selon la nouvelle grille communale de densité à 7 niveaux définie par l'Insee en 2022.
Elle est située hors unité urbaine et hors attraction des villes,.

### Occupation des sols
L'occupation des sols de la commune, telle qu'elle ressort de la base de données européenne d’occupation biophysique des sols Corine Land Cover (CLC), est marquée par l'importance des forêts et milieux semi-naturels (70,8 % en 2018), en diminution par rapport à 1990 (73,7 %). La répartition détaillée en 2018 est la suivante : 
forêts (63,7 %), terres arables (10,5 %), zones agricoles hétérogènes (9,6 %), prairies (9,1 %), milieux à végétation arbustive et/ou herbacée (7,1 %). L'évolution de l’occupation des sols de la commune et de ses infrastructures peut être observée sur les différentes représentations cartographiques du territoire : la carte de Cassini (XVIIIe siècle), la carte d'état-major (1820-1866) et les cartes ou photos aériennes de l'IGN pour la période actuelle (1950 à aujourd'hui).

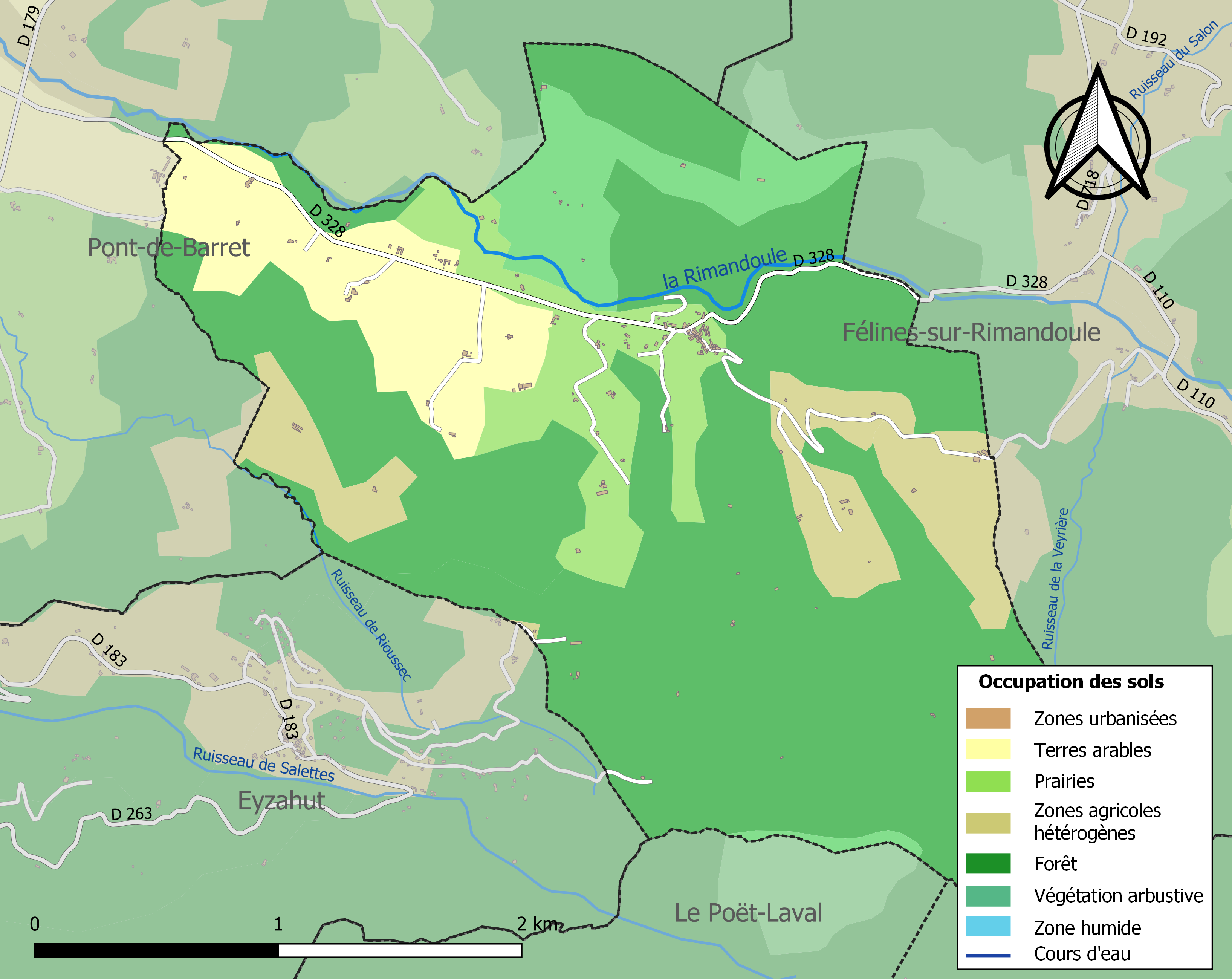
Carte des infrastructures et de l'occupation des sols de la commune en 2018 (CLC).

## Toponymie

### Attestations
Dictionnaire topographique du département de la Drôme :
- 1332 : Rochabaudunum (Gall. christ., XVI, 130).
- XIVe siècle : mention de la paroisse : Capella Ruppis Baudini (pouillé de Die).
- 1391 : La Rochebaudi (choix de docum., 214).
- 1442 : Castrum Ruppis Bodini (choix de docum., 270).
- 1509 : mention de l'église Notre-Dame : Ecclesia parrochialis Beate Mariae Ruppis Baudini (visites épiscopales).
- 1529 : La Rocheboudi (archives hosp. de Crest, B 11).
- 1576 : Rocheboudin (rôle de décimes).
- 1620 : Locus Ruppis Walduini (registre paroissial de Saou).
- 1891 : La Rochebaudin, commune du canton de Dieulefit.

## Histoire
Pour un article plus général, voir Histoire de la Drôme.

### Du Moyen Âge à la Révolution
La seigneurie :
- Au point de vue féodal, Rochebaudin était une terre du fief des comtes de Valentinois.
- 1270 : une partie appartient aux Faure (ou Fabry).
  - Cette partie passe (par mariage) aux Paganis.
  - 1360 : passe (par héritage) aux Clermont-Montoison.
  - 1480 : vendue aux Peyrol.
  - Passe (par héritage) aux Marsanne.
  - 1484 : vendue aux Clermont-Montoison.
- Une autre partie appartient aux Rochefort-Sérignan.
  - 1292 : passe aux comtes de Valentinois.
  - 1295 : donnée aux Taulignan (qui la possèdent encore en 1666)
- Une dernière partie appartient aux Chavanon (qui la possèdent en 1383).
  - 1398 : passe (par mariage) aux (d')Eurre (qui la possèdent encore en 1529).
- Les trois parts sont acquises successivement par les Clermont-Montoison, derniers seigneurs de Rochebaudin.

Son histoire est étroitement liée à celle des seigneurs de Montoison et à celle des Clermont-Tonnerre, seigneurs et barons de Rochebaudin. La dernière représentante de cette branche, dont la filiation s'étend sur douze générations, est Cécile de Clermont-Montoison, née en 1814, qui épousa en 1841 Gaspard, duc de Clermont Tonnerre[réf. nécessaire].
1512 : le roi Louis XII regretta publiquement la mort, à Ferrare, de Philippe de Montoison.
Avant 1790, Rochebaudin était une communauté de l'élection, subdélégation et sénéchaussée de Montélimar.

Elle formait une paroisse du diocèse de Die, dont l'église était sous le vocable de Notre-Dame et dont les dîmes appartenaient au curé.

### De la Révolution à nos jours
En 1790, la commune est comprise dans le canton de Marsanne. La réorganisation de l'an VIII (1799-1800) la place dans le canton de Dieulefit.

## Politique et administration

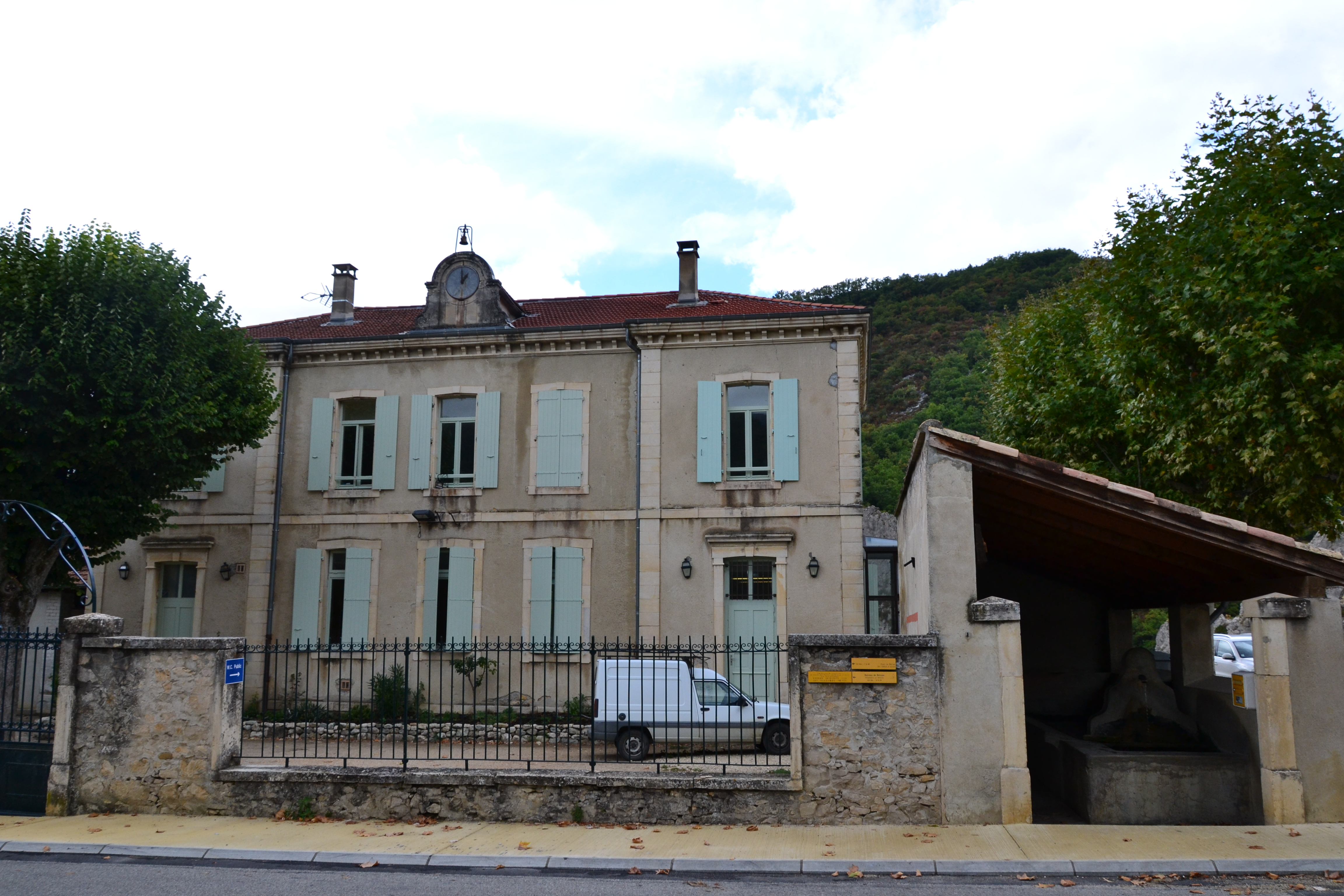
Mairie de Rochebaudin.

### Liste des maires
| Période                                  | Période                       | Identité         | Étiquette | Qualité  |
| ---------------------------------------- | ----------------------------- | ---------------- | --------- | -------- |
| Les données manquantes sont à compléter. |                               |                  |           |          |
| mars 2001                                | 2014                          | Gérard Sylvestre |           |          |
| 2014                                     | 2015                          | Francis Jean     | DVG       | Retraité |
| 5 juin 2015                              | En cours (au 30 juillet 2015) | Jean-Paul Lemee  |           |          |

## Population et société

### Démographie
L'évolution du nombre d'habitants est connue à travers les recensements de la population effectués dans la commune depuis 1793. Pour les communes de moins de 10 000 habitants, une enquête de recensement portant sur toute la population est réalisée tous les cinq ans, les populations de référence des années intermédiaires étant quant à elles estimées par interpolation ou extrapolation. Pour la commune, le premier recensement exhaustif entrant dans le cadre du nouveau dispositif a été réalisé en 2008.

En 2022, la commune comptait 119 habitants, en évolution de −1,65 % par rapport à 2016 (Drôme : +2,64 %, France hors Mayotte : +2,11 %).
| 1793 | 1800 | 1806 | 1821 | 1831 | 1836 | 1841 | 1846 | 1851 |
| ---- | ---- | ---- | ---- | ---- | ---- | ---- | ---- | ---- |
| 311  | 266  | 387  | 420  | 403  | 389  | 353  | 375  | 366  |

| 1856 | 1861 | 1866 | 1872 | 1876 | 1881 | 1886 | 1891 | 1896 |
| ---- | ---- | ---- | ---- | ---- | ---- | ---- | ---- | ---- |
| 347  | 344  | 351  | 358  | 357  | 365  | 349  | 356  | 321  |

| 1901 | 1906 | 1911 | 1921 | 1926 | 1931 | 1936 | 1946 | 1954 |
| ---- | ---- | ---- | ---- | ---- | ---- | ---- | ---- | ---- |
| 315  | 281  | 276  | 212  | 178  | 163  | 147  | 143  | 146  |

| 1962 | 1968 | 1975 | 1982 | 1990 | 1999 | 2006 | 2008 | 2013 |
| ---- | ---- | ---- | ---- | ---- | ---- | ---- | ---- | ---- |
| 140  | 106  | 68   | 74   | 69   | 111  | 120  | 123  | 120  |

| 2018 | 2022 | - | - | - | - | - | - | - |
| ---- | ---- | - | - | - | - | - | - | - |
| 121  | 119  | - | - | - | - | - | - | - |

### Enseignement
La commune est rattachée à l'académie de Grenoble.

### Manifestations culturelles et festivités
- Fête : le 15 août[1].

#### Loisirs
- Pêche[1].

### Médias
Le territoire de la commune se situe dans l'aire de diffusion de plusieurs médias :
- Presse écrite
  - Le Dauphiné libéré, quotidien régional qui consacre, chaque jour, y compris le dimanche, dans son édition de « Romans et Drôme des collines » un ou plusieurs articles à l'actualité du canton et de la commune, ainsi que des informations sur les éventuelles manifestations locales, les travaux routiers, et autres événements divers à caractère local.
  - L'Agriculture Drômoise, journal d'informations agricoles et rurales, couvre l'ensemble du département de la Drôme.
  - Drôme Hebdo (ancien Peuple Libre), hebdomadaire chrétien d'informations.
- Presse audio-visuelle
  - France Bleu est une radio publique diffusée sur son territoire.

### Cultes
La communauté catholique et l'église (propriété de la commune) sont rattachées à la Paroisse Sainte Anne sur Roubion et Jabron, elle-même rattachée au diocèse de Valence.

## Économie
En 1992 : pâturages (ovins, caprins), lavande, céréales.
- Produits locaux : fromage Picodon[1].

## Culture locale et patrimoine

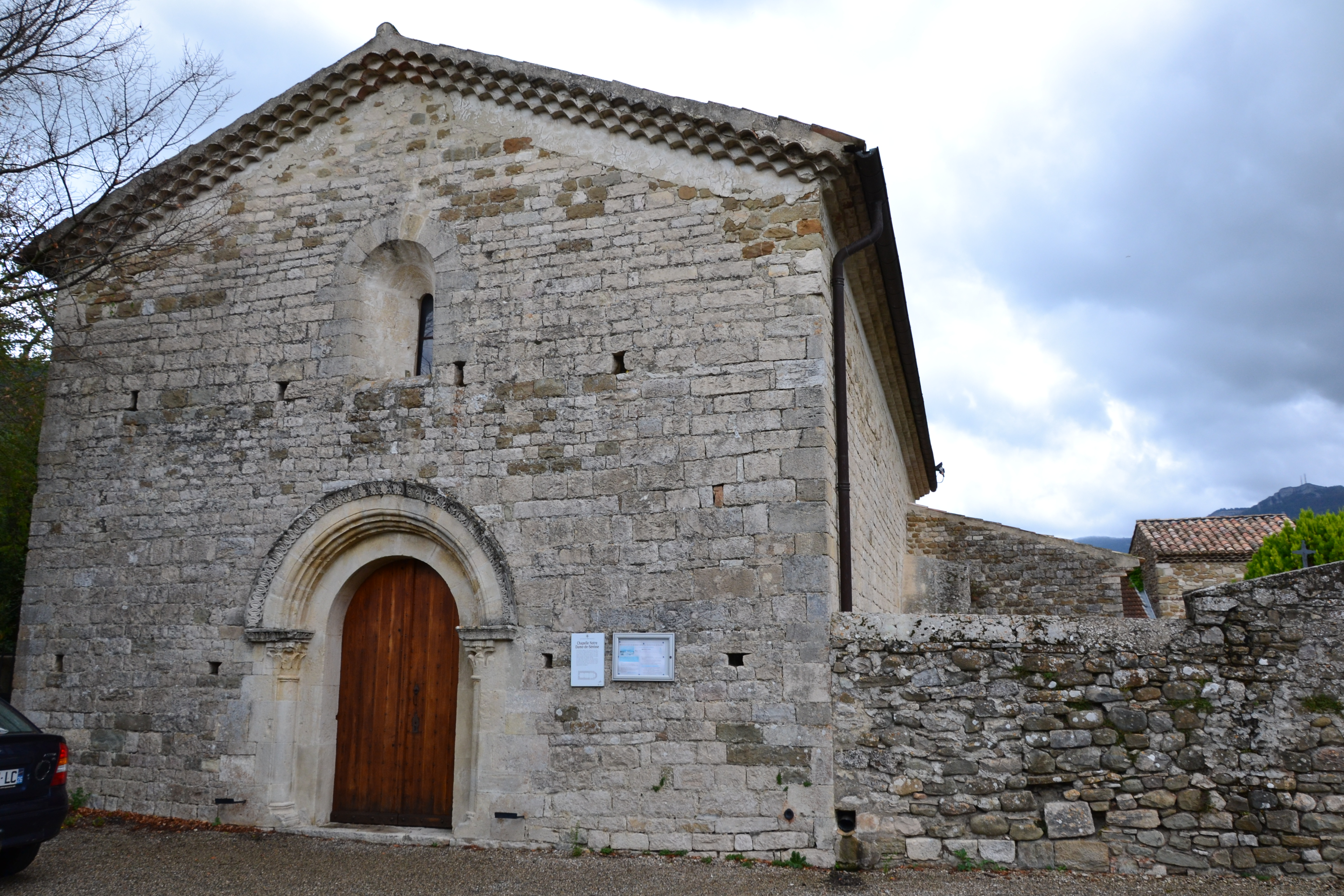
Église Notre-Dame-de-Sénisse de Rochebaudin

### Lieux et monuments
- Ruines de deux châteaux médiévaux sur le rocher dominant le village[réf. nécessaire].
- Vestiges des fortifications médiévales du XIIIe siècle[réf. nécessaire].
- Église Notre-Dame-de-Sénisse de Rochebaudin (MH) au cimetière : bel appareil, nef unique à trois travées, abside pentagonale à l'intérieur, demi-circulaire à l'extérieur, portail sculpté[1]. Ancienne église du prieuré[réf. nécessaire].
- Fermes fortes, maison noble, porte ancienne avec un curieux clocher[1].
- Église paroissiale Notre-Dame de Rochebaudin (XIXe siècle)[1].

### Héraldique, logotype et devise
|  | Rochebaudin possède des armoiries dont l'origine et le blasonnement exact ne sont pas disponibles. |